# Gang Albanii
Gang Albanii – polska supergrupa wykonująca pop-rap, powstała pod koniec 2014 roku z inicjatywy rapera Popka (Firma) i producenta Roberta M vel Rozbójnika Alibaby (Monopol). W 2015 roku do grupy dołączył raper Borixon (Wzgórze Ya-Pa 3).
24 kwietnia 2015 roku odbyła się premiera debiutanckiego albumu zespołu pt. Królowie życia. 1 marca 2017 roku płyta uzyskała w Polsce status diamentowej znalazłszy 150 tys. nabywców.
W 2016 roku zespół był nominowany do nagrody Bestsellery Empiku 2015 w kategorii Muzyka polska za album Królowie życia.
Na początku 2017 roku Popek poinformował o usunięciu z zespołu Gang Albanii Roberta Mączyńskiego. Powodem były pieniądze, których Alibaba zażądał za użycie jego wizerunku w filmie Popek za życia.
Pod koniec grudnia 2017 roku członek zespołu Borixon poinformował, że zespół nie wznowi działalności artystycznej.

## Dyskografia
Albumy
|      | Dane dot. albumu                                                                                           | Najwyższe pozycje na listach | Sprzedaż        | Certyfikat                 |
| POL  | Dane dot. albumu                                                                                           |                              | Sprzedaż        | Certyfikat                 |
| ---- | --- | ---------------------------- | --------------- | -------------------------- |
| 2015 | Królowie życia - Data: 24 kwietnia 2015 - Wydawca: Step Records, CD-Contact - Format: CD, digital download | 1                            | - POL: 150 000+ | - ZPAV: Diamentowa płyta   |
| 2016 | Ciężki gnój - Data: 29 kwietnia 2016 - Wydawca: Step Records, CD-Contact - Format: CD, digital download    | 2                            | - POL: 60 000+  | - ZPAV: 2× Platynowa płyta |

Single
| Rok                                                      | Tytuł                 | Najwyższe pozycje na listach | Najwyższe pozycje na listach | Certyfikat              | Album          |
| Rok                                                      | Tytuł                 | POL                          | Eska                         | Certyfikat              | Album          |
| Rok                                                      | Tytuł                 | AirPlay nowości              | Eska                         | Certyfikat              | Album          |
| -------------------------------------------------------- | --------------------- | ---------------------------- | ---------------------------- | ----------------------- | -------------- |
| 2015                                                     | „Kokainowy baron”     | –                            | –                            | brak                    | Królowie życia |
| 2015                                                     | „Napad na bank”       | –                            | –                            | - POL: Diamentowa płyta | Królowie życia |
| 2015                                                     | „Klub Go Go”          | –                            | –                            | brak                    | Królowie życia |
| 2015                                                     | „Albański raj”        | –                            | –                            | - POL: Diamentowa płyta | Królowie życia |
| 2015                                                     | „Wyprawa do kasyna”   | –                            | –                            | brak                    | Królowie życia |
| 2015                                                     | „Dla prawdziwych dam” | 4                            | 1                            | - POL: Diamentowa płyta | Królowie życia |
| 2016                                                     | „Kocham Cię robaczku” | –                            | –                            | brak                    | Ciężki gnój    |
| 2016                                                     | „Riki Tiki”           | –                            | –                            | brak                    | Ciężki gnój    |
| 2016                                                     | „Albańskie kakao”     | –                            | –                            | brak                    | Ciężki gnój    |
| 2016                                                     | „Lecimy na koncert”   | –                            | –                            | brak                    | Ciężki gnój    |
| 2016                                                     | „After Party”         | –                            | –                            | brak                    | Ciężki gnój    |
| 2016                                                     | „Kapitan Kox”         | –                            | –                            | brak                    | Ciężki gnój    |
| 2016                                                     | „Ale tu jebie skunem” | –                            | –                            | brak                    | Ciężki gnój    |
| „–” oznacza, że singel nie był notowany na danej liście. |                       |                              |                              |                         |                |

## Teledyski
| Tytuł                 | Rok  | Reżyseria/Realizacja       | Album          | Źródło |
| --------------------- | ---- | -------------------------- | -------------- | ------ |
| „Kokainowy baron”     | 2015 | M.L. Filmz                 | Królowie życia | [ 29 ] |
| „Napad na bank”       | 2015 | Evil Eye Studio            | Królowie życia | [ 30 ] |
| „Albański raj”        | 2015 | M.L. Filmz                 | Królowie życia | [ 31 ] |
| „Klub Go Go”          | 2015 | M.L. Filmz                 | Królowie życia | [ 32 ] |
| „Wyprawa do kasyna”   | 2015 | M.L. Filmz                 | Królowie życia | [ 33 ] |
| „Marihuana”           | 2015 | Evil Eye Studio            | Królowie życia | [ 34 ] |
| „Dla prawdziwych dam” | 2015 | Evil Eye Studio            | Królowie życia | [ 35 ] |
| „Blachary”            | 2015 | H D S C V M                | Królowie życia | [ 36 ] |
| „Królowie życia”      | 2015 | Evil Eye Studio            | Królowie życia | [ 37 ] |
| „Riki Tiki”           | 2016 | Mania Studio               | Ciężki gnój    | [ 38 ] |
| „Kocham Cię robaczku” | 2016 | Mania Studio               | Ciężki gnój    | [ 11 ] |
| „Albańskie kakao”     | 2016 | Mania Studio / H D S C V M | Ciężki gnój    | [ 39 ] |
| „Lecimy na koncert”   | 2016 | Mania Studio               | Ciężki gnój    | [ 40 ] |
| „After Party”         | 2016 | Mania Studio               | Ciężki gnój    | [ 41 ] |
| „Kapitan Kox”         | 2016 | Mania Studio               | Ciężki gnój    | [ 42 ] |
| „Ale tu jebie skunem” | 2016 | Mania Studio               | Ciężki gnój    | [ 43 ] |
| „Tiri Tiri”           | 2016 | Mania Studio               | Ciężki gnój    | [ 44 ] |

## Nagrody i wyróżnienia
| Rok  | Kategoria     | Tytułem        | Nagroda                 | Nota      | Źródło |
| ---- | ------------- | -------------- | ----------------------- | --------- | ------ |
| 2016 | Muzyka polska | Królowie życia | Bestsellery Empiku 2015 | Nominacja | [ 7 ]  |